# 光城
光城（ひかるじょう）は、長野県安曇野市豊科光にあった日本の城。安曇野市指定史跡。別名は二場城、または光大城。標高は911.7メートル。

## 概要
犀川右岸の丘陵の光城山（別名は二場山）にあり、鎌倉時代に海野幸継（海野氏）の六男である光六郎幸元（飛賀留氏）が築城したと伝わる。山頂に南北15メートル、東西50メートルの楕円形の本城を築き、北と東の尾根には4段の帯郭と空堀がある。山頂からは安曇野を一望し、東方の刈谷原城との連絡も可能な構造となっている。
支城には上ノ山城、田沢城がある.が、田沢城が光小城と称するのに対して、光大城という別名がある。